# باولو بوناسيلي
باولو بوناسيلي (بالإيطالية: Paolo Bonacelli)‏ (مواليد 28 فبراير 1937 في روما)، ممثل إيطالي بدأ مسيرته الفنية عام 1964.

## الأعمال
- 1975: سالو، أو 120 يوما من سدوم
- 1979: قطار منتصف الليل
- 1979: كاليغولا
- 2006: مهمة مستحيلة 3
- 2010: الأمريكي

## وصلات خارجية
- باولو بوناسيلي على موقع IMDb (الإنجليزية)
- باولو بوناسيلي على موقع روتن توميتوز (الإنجليزية)
- باولو بوناسيلي على موقع قاعدة بيانات الأفلام العربية
- باولو بوناسيلي على موقع ألو سيني (الفرنسية)
- باولو بوناسيلي على موقع أول موفي (الإنجليزية)
- باولو بوناسيلي على موقع قاعدة بيانات الأفلام السويدية (السويدية)
- باولو بوناسيلي على موقع قاعدة بيانات الفيلم (الإنجليزية)
- باولو بوناسيلي على موقع كينوبويسك (الروسية)